# تپه ایودالی
تپه ایودالی در شهرستان بوئین‌زهرا، بخش آوج، روستای عبدالله مسعود واقع شده و این اثر در تاریخ ۱۷ اسفند ۱۳۸۱ با شمارهٔ ثبت ۷۶۸۸ به‌عنوان یکی از آثار ملی ایران به ثبت رسیده است.